# Christian Skånberg
Christian Hildur Skånberg, född 23 oktober 1824 i Stockholm, död 7 juni 1910 i Hedvig Eleonora församling i Stockholm, var en svensk fagottist vid Kungliga hovkapellet.
Skånberg föddes i Stockholm och hans far var hantverkare. Han var gift med Johanna Wilhelmina Bäckstrand.
Skånberg var anställd som distinktionskorpral vid Andra livgardets musikkår när han 1847 anställdes som extra fagottist vid Hovkapellet.
1850 avgick han från tjänsten vid hovkapellet för att återkomma 1863 som extra fagottist och kontrabasist.  Han var ordinarie från 1865 med rätt till tjänstledighet för att bevista Älvsborgs regementes möten. 1886 pensionerades Skånberg från hovkapellet.